# Chiesa di San Francesco (Terni)
Il santuario di San Francesco d'Assisi è un luogo di culto cattolico del centro storico di Terni, sede dell'omonima parrocchia affidata ai salesiani e compresa nella forania Terni 1.

## Storia

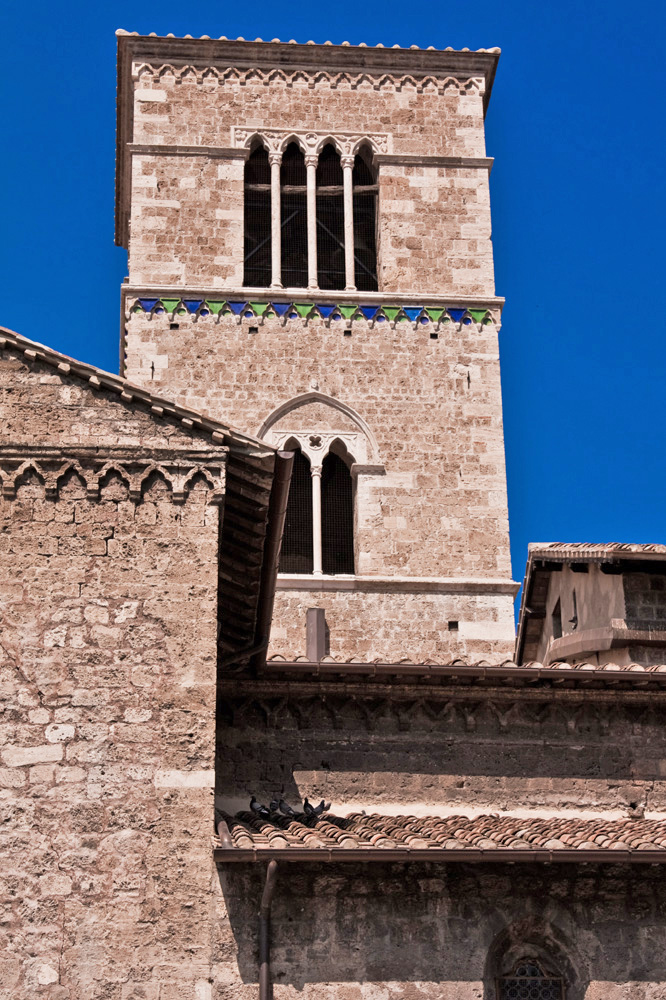
Campanile della chiesa di San Francesco (seconda metà del XIII secolo)

Il corpo originario dell'edificio risale alla seconda metà del XIII secolo, precisamente al periodo compreso tra il 1265 e il 1288. La fabbrica occupò il terreno dove, secondo la tradizione, san Francesco d'Assisi arrangiò un primo tugurio in seguito alla predicazione che tenne nel 1218 sulla piazza davanti all'episcopio davanti al vescovo Rainerio documentata nella Vita prima di Tommaso da Celano. Nel 1259 i frati chiesero il permesso di trasferirsi presso l'oratorio di San Cassiano - l'attuale chiesa di San Marco - e forse, proprio a quella data, il cantiere della nuova chiesa era già avviato se, nel 1265, la comunità chiese di trasferirsi in alcune "domos et oficinas" più adeguate ad assolvere le esigenze dei frati. Non è escluso che una di queste costruzioni sia da ravvisarsi nella modesta casa rurale posta accanto alla chiesa, che si configurò sin dall'inizio come una derivazione dei modelli architettonici assisiati per la forte somiglianza con la basilica di Santa Chiara. È per questo che le fonti storiografiche attribuiscono l'idea complessiva della chiesa a fra Filippo da Campello. Nell'ultimo quarto del Duecento l'edificio era già coperto tanto che alcune bolle papali concedevano indulgenze a quanti avessero contribuito a raccogliere i fondi necessari per la sua decorazione. In questo periodo furono sepolti sotto l'altare maggiore Simone Camporeali e Pietro Cesi da Poggio Azzuano, una coppia di frati della prima generazione morti intorno al 1270, il primo dei quali, con molta probabilità donò a san Francesco il terreno sul quale questi fissò le prime capanne. L'altare della chiesa, ricalcato sul modello della basilica inferiore di San Francesco, non lascia dubbi sulla destinazione santuariale dell'edificio; seppur ampiamente rimaneggiato, si presenta come un vero e proprio luogo monumentale adatto a sottolineare la presenza dei corpi santi dei compagni locali di san Francesco, meta di pellegrinaggi locali documentati fino all'età moderna. La chiesa dei conventuali divenne subito un punto cardine della religiosità ternana tanto che, nel corso dei secoli, subì vari ampliamenti per soddisfare il bisogno di spazio per le predicazioni - spesso allestite sulla piazza antistante - e il desiderio dei fedeli di essere sepolti al suo interno. Per tali motivi intorno ai primi decenni del Quattrocento furono aggiunte alcune basse cappelle comunicanti sfondando le pareti della navata, che nella prima metà del Settecento furono rialzate per accogliere alcuni altari barocchi. Della struttura originaria resta oggi la facciata esterna in cui nella parte mediana presenta un portale strombato, di sapore romanico, sormontato da un grande oculo che probabilmente ospitava una rosa ispirata ai modelli assisiati.

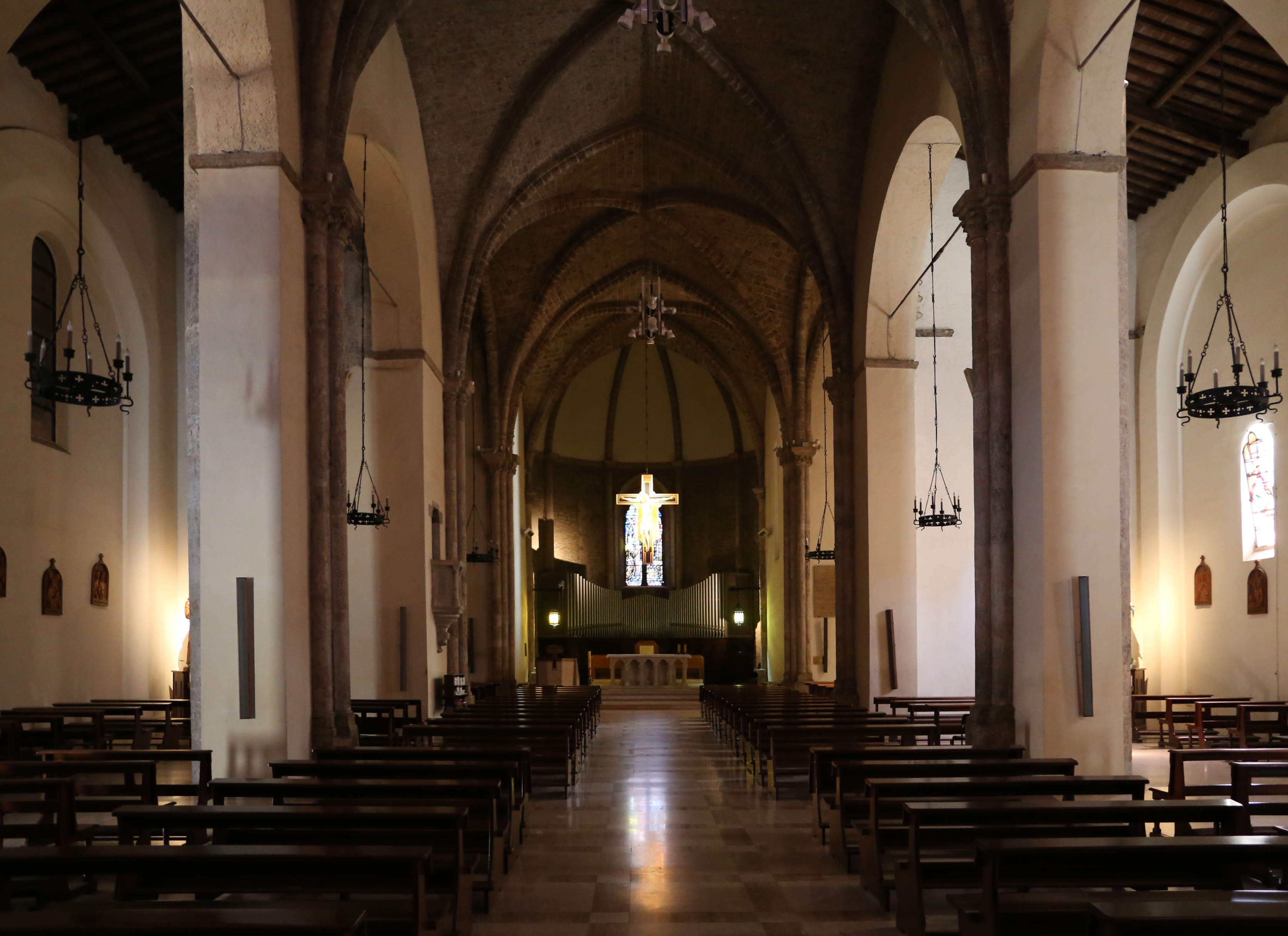
Interno

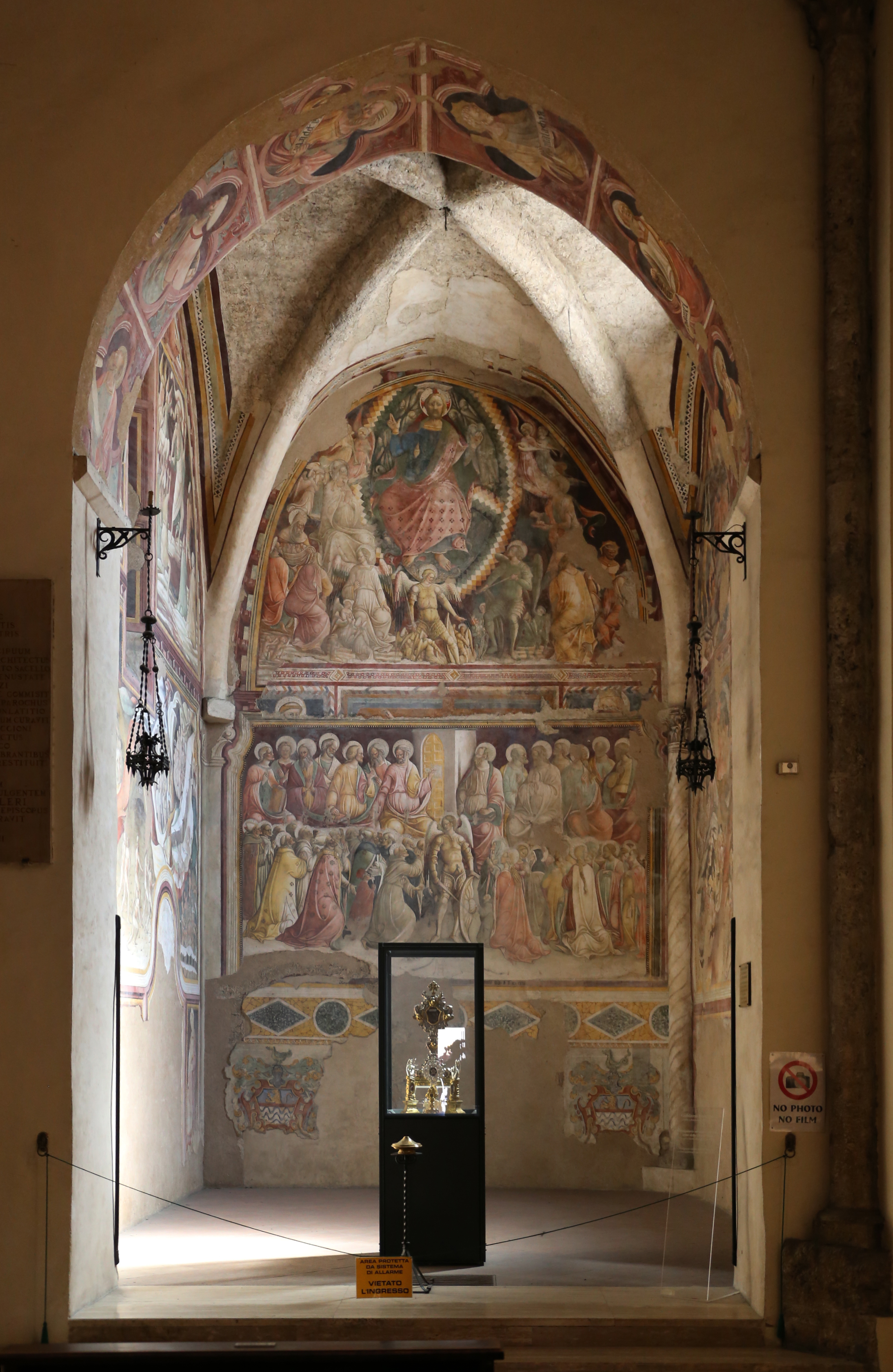
La cappella Paradisi

Nel 1445 fu alzata la torre campanaria, ornata con bifore e quadrifore ad opera di Antonio da Orvieto, e negli stessi anni Bartolomeo di Tommaso decorò la cappella Paradisi con un ciclo di affreschi raffiguranti la seconda venuta di Cristo e il giudizio universale, letteralmente ispirati alla predicazione di san Giacomo della Marca, la cui presenza a Terni è ampiamente documentata. La conclusione dei lavori di ampliamento e abbellimento dell'edificio si concluse nel 1485, quando Piermatteo d'Amelia, dopo aver decorato la volta della Cappella Sistina, fu incaricato dai frati conventuali di Terni per l'esecuzione di una grande pala per il nuovo altare maggiore della loro chiesa, che oggi è conservata nel Museo Arte Moderna e 
Contemporanea di Terni. Al Cinquecento si deve l'erezione della cappella della Croce Santa, ricavata dagli ambienti claustrali che fu decorata nel 1575 da Sebastiano Flori, allievo di Giorgio Vasari. Nel Seicento si costruì dalla parte opposta la cappella di Sant'Antonio di Padova, che accolse un'antica immagine quattrocentesca del Santo, oggetto di particolare venerazione. Lo spazio fu decorato da una compagine di stucchi barocchi probabilmente ad opera dei fratelli Grimani di Stroncone mentre non è escluso che i grandi dipinti murali furono realizzati nella prima metà del Seicento da Giacomo Giorgetti da Assisi.
Nel 1943 la parrocchia di San Niccolò in Viis Divisis traslata in San Francesco a causa della demolizione dell'antico complesso nei pressi di via Primo Maggio, è stata affidata ai salesiani. Nel corso della seconda guerra mondiale la chiesa è stata pesantemente danneggiata dai bombardamenti alleati; in tale occasione alcune volte crollarono così come la parete centrale e la volta della cappella di Sant'Antonio. Anche la cappella della Croce Santa subì notevoli danni alla parete destra che fu interessata dallo spostamento d'aria causato dall'esplosione di un ordigno.
Nel 2004 la chiesa di San Francesco è stata elevata alla dignità di santuario dal vescovo Vincenzo Paglia a causa della dimensione sacrale dell'edificio legato alla presenza fisica del santo di Assisi alla quale si aggiunga la presenza della tomba di due suoi compagni e dal transito di molti santi e beati dell'Ordine dei frati Minori come san Giacomo della Marca, san Bernardino da Siena, san Giovanni da Capestrano, san Giuseppe da Copertino, e san Giuseppe da Leonessa. Il 6 aprile 2009, in seguito alla forte scossa di terremoto verificatasi nella città dell'Aquila, la chiesa ha subito lievi lesioni e alcune crepe sulle mura circostanti risarciti da un lungo restauro e consolidamento statico che ha coinvolto l'intero edificio e la torre campanaria concluso nel 2015.